# 加藤純一
加藤 純一（かとう じゅんいち、1985年〈昭和60年〉8月17日 - ）は、日本のゲーム実況者、YouTuber、タレント、実業家。千葉県館山市出身。美容室「CUT純」オーナー。eスポーツチーム「ムラッシュゲーミング」主宰。別名「うんこちゃん」、「純」、「真性ﾎｷﾞｰ」。現在は、主にYouTubeとTwitchを中心に配信活動を行っている。そのほか、ネット公式番組への出演やイベントの開催、キングス・リーグ日本代表オーナーなど活動は多方面に渡る。MURASH所属（業務提携）。

## 略歴

### 2009年：活動の開始
2009年7月5日、ニコニコ動画にゲーム実況動画を初投稿する。同年7月12日に投稿した「ポケモン6画面で一気にクリアしてやんよ」時点でのニコニコ動画のアカウント名がうんこちゃんだったことから、活動名が「うんこちゃん」となる。実況を始めたきっかけは、ヒャダインの投稿動画「FF4で、ゴルベーザ四天王登場！【ヒャダイン】」を見て「自分も面白い動画を投稿したい」と思ったためである。
医療従事者として働く傍ら、うんこちゃん名義で配信活動を続け、2015年に本名が「加藤純一」であることを正式に公表し、以降は本名名義で多くの活動を行う。2016年夏に離職し、芸能プロダクションMURASHに所属する。

### 2018年
2018年7月、ゲームプラットフォーム『BlueStacks』の宣伝広報大使に就任。
8月22日、オーイシマサヨシとのコラボシングル「ドラゴンエネルギー」をリリースし、同年9月3日のオリコン週間シングルランキングで過去最高22位を記録する。

### 2019年
8月17日 - 18日、ギャラリーSIACCA（銀座二丁目）にて、自身プロデュースの展覧会「加藤純一美術館」を開催。自身の10周年の活動の軌跡をテーマとしたアート作品を公募し、その中から選出された50点が展示され、2日間で延べ1万人以上の来場があった。

### 2020年
3月16日、YouTubeでゲーム実況「ポケモンセンター本当に終了のお知らせ verプラチナ本当にラスト」を生配信。最高同時視聴者数は11.9万人を超え、Twitterトレンドの1位に「加藤純一」がランクインするなど、大きな反響を呼んだ。
3月17日、Stream Hatchet社が配信サイト別に計測している『週間合計で世界で最も視聴された配信チャンネル』において、登録者数46万人ながらYouTube Liveの週計視聴者数は111万人を記録し、世界2位にランクインを果たした。
4月23日、YouTubeのチャンネル登録者数が50万人を超えた。
6月18日、Twitchのチャンネルを開設。
7月24日、バトルロワイヤルゲーム『Apex Legends』の大会である『RAGE × Legion Doujou Cup』にチームゲーム実況者としてゲーム実況者である総長ウララ、ゆふなと共に参加した。大会の様子を自身のTwitchで配信し、同時視聴者数は約8万人を記録した。

### 2021年
1月24日、YouTubeでゲーム実況『イナズマイレブン』を生配信。最高同時視聴者数は15.8万人を記録した。
2月7日、肩の骨にひびが入ってしまい、緊急搬送された。本人は「フラットラインをリコイルし過ぎた」「心筋梗塞を疑われて病院に行ったのに、肩を骨折しただけで凄い恥ずかしかった」と発言している。
9月21日、YouTubeの生配信にて、一般女性と結婚することを発表した。
9月26日 - 29日、Apex Legendsでマスターランクを目指す長時間企画「かとマス」がTwitchで3日間に渡り配信され、最高同時視聴者数は24万人を記録した。 また、ストリーミングデータなどの収集を行っているEsports Chartsによると、9月21日から27日の期間で最も多く見られたTwitchチャンネルとして世界2位を記録した。
11月15日 - 16日、YouTubeでゲーム実況「『金ネジキ』のクリアを目指す配信」を生配信し、金ネジキ攻略を達成。1年間にわたり挑戦していた実況企画がクリアを迎えた。最高同時視聴者数は42.3万人を記録し、自己最高記録を更新した。Twitterトレンドでは「金ネジキ」が1位を獲得、またその他関連項目が4つランクインした。
11月27日、YouTubeのチャンネル登録者数が100万人を超えた。

### 2022年
3月12日、YouTubeとTwitchにて自身の結婚披露宴を配信。HIKAKINやダルビッシュ有といった著名人らがビデオメッセージで登場したこともあり、各プラットフォームの最高同時視聴者数は、YouTubeで46.3万人、Twitchで11.1万人を記録した。YouTubeでは自己最高記録を更新した。また、「投げ銭（スーパーチャット）されているのを見たくない」との母親（2018年に死去）の意向で、これまで自身の配信において投げ銭は行っていなかったが、結婚発表後に家庭を持ったことで「お金を稼ぐ」必要があることから、人生最初で最後の投げ銭も行った。PLAYBOARDによると投げ銭の合計金額は、YouTubeの本配信だけで2億1565万8257円を記録し、2022年のYouTubeスパチャランキングにおいて1位を獲得した。
11月1日、自らがオーナーとなり、eスポーツチーム「ムラッシュゲーミング」を立ち上げる。

### 2023年
3月25日 - 26日、『加藤純一 Presents 配信者ハイパーゲーム大会』を開催。幕張メッセ国際展示場の4～6ホールを使用して開催された本大会は、累計来場者2.2万人を記録。また、同時にOPENRECにて無料で配信が行われ、最高同時接続視聴者数は20万人を超えた。
10月18日、自身のチャンネルで競馬の配信を行い、勝って手に入れた1300万円で「美容室 CUT純」をオープンすることを報告。翌年の2024年1月4日に開店した。

### 2024年
3月16日 - 17日、『加藤純一 Presents 第二回 配信者ハイパーゲーム大会』を開催。Kアリーナ横浜を使用して開催された本大会は、累計来場者4万人超を記録、前回大会同様にOPENRECにて無料で配信が行われ、最高同時接続視聴者数は30万人を超えた。
4月2日、元サッカー選手ジェラール・ピケが主催する『キングス・リーグ』の初の国際大会『2024 キングス・ワールドカップ』に「Murash FC」のオーナーとして参戦することが発表された。本大会はメキシコで開催され、参加者にはエデン・アザールやネイマール、ズラタン・イブラヒモビッチなどと言ったレジェンド級のサッカー選手が名を連ねる中での異例の選出であった。同年5月28日、Murach FCの大会初戦が行われ、プレジデントペナルティを見事に成功させ、キングス・ワールドカップにおいてアジア人初ゴールを記録した。

### 2025年
1月1日、イタリアで開催された『キングスワールドカップネイションズ2025』にMurash FCのオーナーとして参戦。最終的に3本中2本を決める活躍を見せた。
3月3日、「美容室 CUT純」の2号店として、渋谷店が開店。
3月8日 - 9日、LaLa arena TOKYO-BAYで開催された加藤純一軍団 vs Crazy Raccoon軍団のゲーム対決イベント『VERSUS』に出演。
4月24日、一般女性との離婚を報告した。

## 人物
- 姉がいる。甥っ子を溺愛している[47]。祖父のいとこに伏見扇太郎がいることが発覚した[48][49]。
- 趣味はインターネット配信、野球観戦、ゴルフなど[1]。
- 血液型はO型[1]。
- 東京都港区三田在住（2024年9月現在）[50]。
- 母親の実家が千葉県館山市にあり、父親の実家が千葉県安房郡千倉町（現在の南房総市）にある[51]。
- 好きな野球選手は松井秀喜[52]。
- 好きなポケモンは、ノズパス[53]。
- 嫌いな人は、港区女子[54][55]、YouTuber。YouTuberの中でも特に嫌いなのが、飯田祐基[56][57]。漫画のキャラでは、DEATH NOTEに登場するニア[58]、NARUTOに登場する春野サクラ[59]。
- 特技はゲーム実況で[1]、ゲームに感情移入しながら、物まね、大声、歌などを披露する実況スタイルが特徴[60]。
- ゲーム配信において、Steamをよく利用する。アカウント名は『unkochan3』。
- 動物好きで、ポメラニアンのハナとチワワのソラ、スコティッシュフォールドのブン太とシャム猫のメアリーを飼っている[61]。
  - ハナちゃんは2020年11月14日放送『世にも奇妙な物語 '20秋の特別編』「アップデート家族」にコロン役、2022年6月18日放送『世にも奇妙な物語 '22夏の特別編』「オトドケモノ」にミャオ役として出演した。
- 元医療従事者[4]。当時はいじめられていたが、不整脈になってしまっても仕事に励んでいたという[62][63]。55時間病院で働いた事もあり[64]、その為一週間風呂に入れなくなるなど鬱病の前兆をうかがわせる状態になっていたことがある[65]。患者や仕事の同僚が亡くなる場に携わる事もあったと語っている[66][67]。
- 2018年11月30日に自身の母親を子宮頸癌で亡くしている[68]。
- X JAPANのYOSHIKI、Toshlが同じ高校のOBである。Toshlとはニコ生☆音楽王で一度共演しており、館山市の話題で話に花を咲かせた[69]。
- 尊敬する人物にオーイシマサヨシ、蛇足、原唯我（配信者）、横山緑（配信者）を挙げ、各々を「兄貴」として慕っている[70]。また、他にも栗田穣崇、こくじん（配信者）、やまだひさし、小木博明、ダルビッシュ有などがいる。

## 受賞歴
2018年度
- ネット流行語100 2018 niconico賞（『うんこちゃん』）[71][72]

2019年度
- 極上 eケメン グランプリ2019  第1回グランプリ受賞[73]
- ファミ通・電撃ゲームアワード2019 ベストストリーマー賞（『加藤純一（うんこちゃん）』）[74]

2021年度
- ゲームストリーマーアワード2021　ストリーマーアワード大賞[75]

## 不祥事

### 一般女性に対する暴言
2020年9月25日、視聴者からの「（加藤の友人と交際している）一般女性が、自身の配信中に加藤の個人情報を発言した」という情報に激昂し、自身の生放送を通してTwitterアカウントを晒し上げた上で「てめぇの親父のトドメを刺すのが俺でないことを祈る」「社会的に殺す」「ガチャガチャ言ってきたら本当に殺す」「汚ねぇ場末のゴミみたいなスナック嬢なのねこのバカ、マジで殺すよ」といった脅迫や殺害予告などの暴言を繰り返し行い、視聴者と共に誹謗中傷を煽動したが、実際には女性はそのような趣旨の発言をしておらず、行き過ぎた言動とあらぬ疑いをかけたことを友人らと女性に謝罪。翌日、自身の配信にて10月末までの1ヶ月程度の活動休止を発表した。同年10月26日、配信活動を再開した。

### 障害者・外国人・女性への差別発言
2021年7月20日、9月5日に京セラドームで開催予定の『KANSAI COLLECTION 2021A/W』へ出演予定だったが、東京五輪に関連する小山田圭吾騒動の余波で、過去の配信での「障害者同士を配合したい、とんでもない化け物が生まれる」などの発言を問題視する意見により、出演見合わせとなった。差別発言で降板報道が出た際には反論動画で「偏向報道だ。健常者と障害者を平等に扱っている。」と述べた。また、小山田圭吾の言動を擁護したこともあって、さらに批判が集まった。
この発言の余波として2021年に出演した「遊戯王」や「桃鉄」などのコナミデジタルエンタテインメントの番組動画も非公開および削除された。また過去の黒人のゲームキャラクターに対しての「風呂入ってねえきったねえガイジかと思った」「先進国に来るんじゃねえお前は」等の発言や、女性に対しての「女はバカなんだから役職なんか作るんじゃねえ死ねホント35過ぎたら」「女は家から出ないで」等の発言も問題視された。批判を受けて過去の発言について「今までの発言で嫌な思いをされた方、黒人の方を差別してしまったり、黒人の方だけじゃないですよ、白人の方とかをね、差別してしまったり、韓国の悪口を言ったりしていました僕は。それは間違っていました。ちゃんと逸脱をしないようにこれからは気を引き締めて活動させていただきます。申し訳ありませんでした。」と謝罪した。
同年7月21日にレギュラー番組『オーイシ×加藤のピザラジオ』で過去の発言について釈明生放送を行い、同放送分をもって休止した。なお『ピザラジオ』は同年9月7日分より再開した。

### セクシー女優との不倫騒動
2024年9月、セクシー女優の本郷愛との不倫騒動が発覚した。同月13日にはTwitch配信にて不倫関係を否定。しかし14日に本郷が（加藤から離婚したという嘘を伝えられ）不倫という認識なく加藤と交際していたことを自身のYouTubeチャンネルで発表。15日には一転して、加藤も不倫の事実を認めた。この影響で前述の『ピザラジオ』が同月25日配信分を最後に再開のめどを立てない無期限放送休止となった。前述のようにこの後加藤は離婚している。

## 出演

### Web番組

#### レギュラー
- かとさんけんさん（2015年8月24日 - 2016年3月28日、ニコニコ生放送）
- ナマイベルト！（2015年11月4日 - 2017年8月27日、ニコニコ生放送）- MC
- ニコラジ（2016年10月10日 - 2017年9月29日、ニコニコ生放送）- アシスタントMC[89]
- オーイシ×加藤のニコ生☆音楽王（2017年10月11日 - 2018年9月26日、ニコニコ生放送）- MC[90]
- 加藤純一のニコ生☆ゲーム王（2018年3月14日 - 6月13日、ニコニコ生放送）
- 加藤純一の世界で一番ゲームを本気でやる男（2018年7月17日 - 2019年3月12日、AbemaTV ウルトラゲームス）[91]
- 加藤純一ともこうのメイプルストーリー生放送（2018年12月15日、2019年7月27日、2020年7月25日）
  - 加藤純一とひろゆきのメイプルストーリー生放送（2019年12月28日）
  - 加藤純一ともこうとひろゆきのメイプルストーリー生放送（2020年12月22日）
- 加藤純一×もこう クリアするまで帰らない生放送（ニコニコ生放送）[92][93]
  - ダークソウル（2018年7月27日）
  - ダークソウル2（2018年12月23日）
  - ダークソウル3（2019年3月20日）
  - SEKIRO（2019年5月10日）
  - ドラゴンクエストIII（2019年9月21日） - 加藤純一×もこう軍団[注 4]
  - 仁王（2020年2月22日）
  - ドラゴンクエストIII「人生プレイ」（2020年3月27日） - もこう×加藤純一軍団[注 5]
  - 仁王2「マルチプレイ」（2021年1月29日）
  - Wo Long: Fallen Dynasty（2023年5月5日）

#### 準レギュラー
- PUBG配信者杯（2017年12月29日 、ニコニコ生放送）
- Hit Game Live!（2018年3月21日 - 7月4日、AbemaTV ウルトラゲームス）

#### 特別番組
- 加藤純一の世界で一番ゲームを本気でやる男 in USA（2019年1月1日、AbemaTV ウルトラゲームス[96]）
- やる男のにーなな 加藤純一の27時間テレビ!（2019年1月4日‐5日、AbemaTV ウルトラゲームス[97]）
- まる得アンリミテッド（2020年5月30日、12月28日、SHOWROOM[98]）
- 【SKE48×パートナーエージェント】婚活体験記[99]（2020年07月22日-08月06日 YouTube パートナーエージェントチャンネル[100]）
- 手越のゲームキングダム（2020年9月2日、9月6日、OPENREC.tv）

### ラジオ
- やまだひさしのラジアンリミテッドF（2017年9月30日、10月21日、10月28日、11月25日、12月16日、2018年1月6日、2月3日、4月21日、9月8日、9月15日、9月22日、TOKYO FM）
- オーイシ×加藤のピザラジオ（2019年4月3日 - 2024年9月25日[86]、YouTube）- MC
- ナダル加藤あばれるのMBSヤングタウンNEXT（2020年9月27日 、MBSラジオ）　※9月23日より収録の様子をRadiotalkにて生配信[101]

### ゲーム
- キングダム オブ ヒーロー（2019年） - ナレーションボイス[102] ※期間限定
- 加藤純一の森 (2016年、nemousu44による作品[103])
- 加藤純一の森2 (2020、nemousu44による作品[104][103][105])

### イベント
- CYCLE by TEENS COLLECTION（2015年10月23日、渋谷Clubasia）- MC
- JAE2015 出張ナマ放送（2015年11月17日 - 18日、豊洲PIT）- MC
- 第6回TEENSCOLLECTION（2015年11月23日、さいたまスーパーアリーナ）[106]
- かとさんけんさん年末総決算スペシャル （2015年12月27日、王子ベースメントモンスター）
- ナマイベルト！ 男だらけの夜の座談会SP（2016年4月10日、秋葉原m'studio）- MC
- 『加藤純一 雑談ライブ』～ノープランでごめんなさい～（2016年7月10日、LOFT/PLUS ONE）
- EVO2016（2016年7月16日 - 18日、Las Vegas Convention Center / Mandalay Bay sports arena）
- 加藤純一ライブ『くっちゃべ』（2016年11月4日、2017年2月17日、5月12日、9月8日、2018年4月14日、9月23日、2019年5月4日、9月8日、（LOFT/PLUS ONE）
- 公開まで待てないぜ！！カウントダウン21ｈ「ゴンドラ」前夜祭（2017年1月27日、LOFT9 Shibuya）
- 闘会議2017（2017年2月11日、幕張メッセ）
- 「ゴンドラ」リバイバル上映 関西上陸記念 TOHJIRO&加藤純一 トークライブin大阪（2017年4月14日、ライブシアターなんば紅鶴）
- I-O DATAフェア2017（2017年4月15日 - 16日、ベルサール秋葉原）
- ちゃんげろソニック2017（2017年4月16日、新木場STUDIO COAST）
- 『ゴンドラ』上映後トークイベント（2017年4月18日、渋谷UPLINK）
- ニコニコ超会議2017（2017年4月29日 - 30日、幕張メッセ）
- 映画「ゴンドラ」上映会＋スペシャルトークイベント 2Days in 札幌（2017年7月22日、BAN×KARA ZONE-HS バンカラ札幌店）
- 『アラサー漫画部』（2018年1月26日、5月11日、12月1日、2019年2月24日、9月10日、LOFT/PLUS ONE、LOFT9 Shibuya）
- 闘会議2018（2018年2月11日、幕張メッセ）[107]
- 第32回高崎映画祭（2018年3月30日 - 31日、高崎電気館）
- ニコニコ超会議2018（2018年4月28日 - 29日、幕張メッセ）[108]
- オーイシマサヨシ『仮歌ワンマンツアー』追加公演（2018年7月6日、TSUTAYA O-EAST）- シークレットゲスト
- 闘会議2019（2019年1月26日、幕張メッセ）
- ニコニコ超会議2019（2019年4月27日 - 28日、幕張メッセ）
- 『男子限定！バカマカオトーク』（2019年12月6日、LOFT/PLUS ONE）
- TOPANGAチャリティーカップ 2019年12月28日（土）お台場 「Zepp DiverCity（TOKYO）」
- 加藤純一 presents「配信者ハイパーゲーム大会」（2023年3月25日 - 26日、幕張メッセ）
- 加藤純一 presents 「第二回 配信者ハイパーゲーム大会」 (2024年3月17日 - 18日、 Kアリーナ横浜)
- RAGE 麻雀 feat.Mリーグ (2024年7月13日、 有明GYM-EX)
- VERSUS (2025年3月8日 - 9日、 LaLa arena TOKYO-BAY)

### ゲームイベント

#### Apex Legends
- RAGE×Legion Doujou Cup 2020年7月24日 (with ゆふな,総長ウララ)[109]
- Crazy Raccoon Cup Apex Legends Powered by Mildom #7 2021年10月9日 (with stylishNoob,天月)[110]
- 超滅Apex2 2022年1月8日～10日 (8日は出場、9日,10日は超滅見届け人)
- APEX LEGENDS ASIA FESTIVAL 2024 WINTER Day1 (2024年2月24日、幕張メッセ)

#### PUBG: BATTLEGROUNDS
- PUBG JAPAN Community Tournament 夏の陣 2021 本戦 2021年7月18日 (with stylishNoob,SHAKA,SPYGEA)[111]

#### OVERWATCH2
- TA1YO GP supported by Activision Blizzard Japan(2024年3月24日)

### PV
- オーイシマサヨシ×加藤純一「ドラゴンエネルギー」（2018年）[112]
- オーイシマサヨシ「世界が君を必要とする時が来たんだ」（2020年） - 友情出演[113]。
- MOSHIMO「Jun Bride」（2022年）

### テレビ番組
- ガチゲー!!!ガチでゲームやってみた（2019年12月25日、TOKYO MX）

### テレビアニメ
- ハナビちゃんは遅れがち（2022年[114]7月31日・8月14日） - 帽子の青年・年配の人・客B 役

### CM
- テレビのムコウ（2015年）番宣CM

### 映画
- 半裸監督・森田義之最後の挑戦（2020年）- カトウ役[115]
- 野球ユーチューバー有矢（2024年）- 友情出演

### 書籍
- 増刊FLASH DIAMOND　2020年8月20日号（SmartFLASH取材 ゴー☆ジャス×加藤純一対談）
- PASH!2020年8月号（PASH! PLUS取材 オーイシマサヨシ×加藤純一の『ピザラジオ』に迫る！番組の魅力を本人に直撃インタビュー）
- PASH!2022年1月号（ふたりが 『ピザラジオ』を続ける理由 オーイシ×加藤のピザラジオ© オーイシマサヨシ&加藤純一対談）
- JUNON 2024年11月号（君たちは Crazy Racoon を知ってるか 加藤純一×おじじ×平岩康佑 SPECIAL CROSS TALK CR所属メンバー大解剖♥）

## ディスコグラフィ

### 参加作品
| 発売日        | 商品名             | 歌                        | 楽曲                   | 収録アルバム                                             | 備考                                                    |
| ------------- | ------------------ | ------------------------- | ---------------------- | -------------------------------------------------------- | ------------------------------------------------------- |
| 2018年8月22日 | ドラゴンエネルギー | オーイシマサヨシ×加藤純一 | 「ドラゴンエネルギー」 | エンターテイナー（CD限定のボーナストラックとして収録。） | Web番組『オーイシ×加藤のニコ生☆音楽王』番組テーマソング |